# M22 (astronomia)

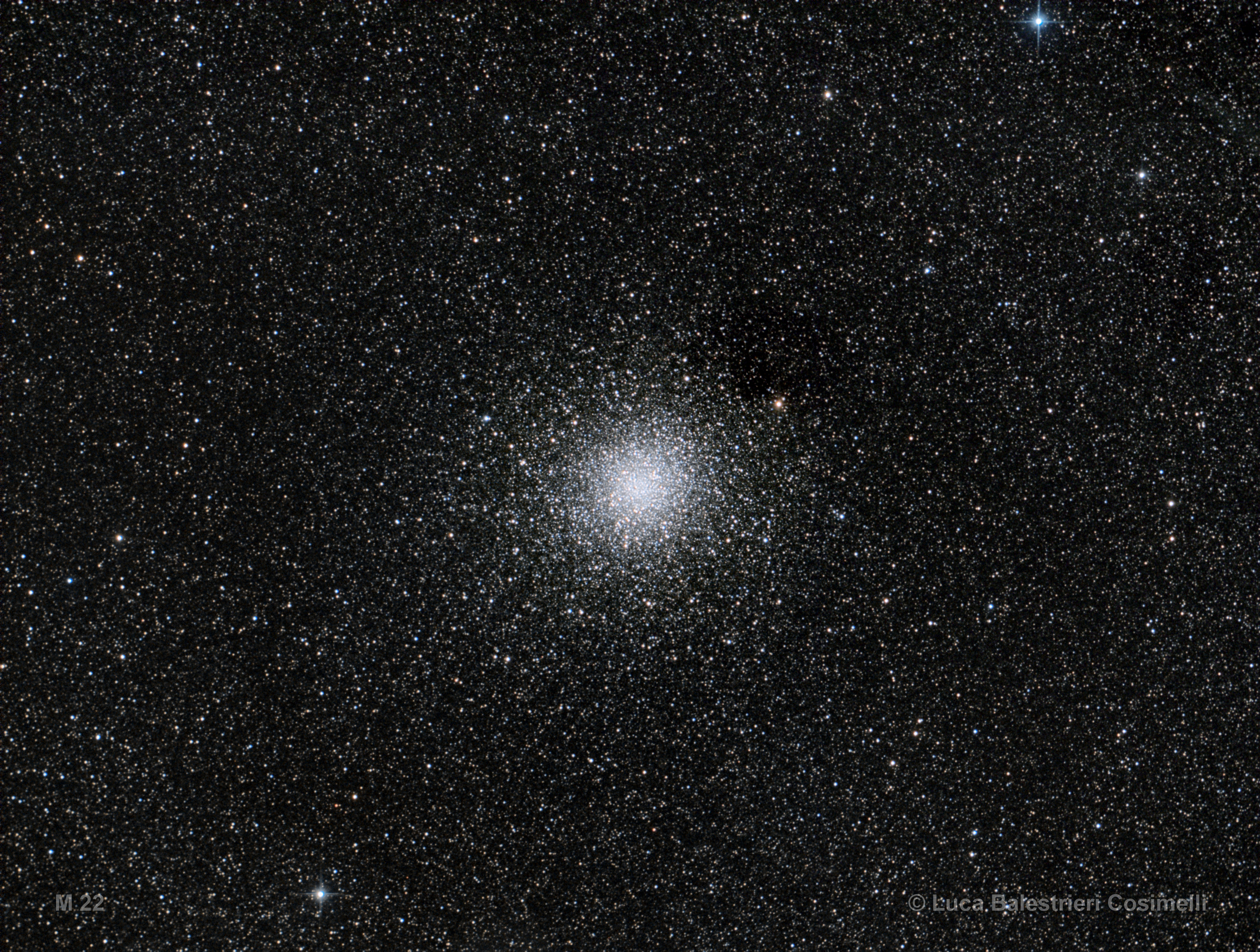
L'ammasso M22 fotografato con un telescopio amatoriale

M 22 (noto anche come NGC 6656) è un ammasso globulare situato nella costellazione del Sagittario; si tratta del quinto in ordine di luminosità di tutta la volta celeste ed è individuabile pure ad occhio nudo.
È anche uno dei quattro ammassi globulari noti a possedere al suo interno una nebulosa planetaria.

## Osservazione

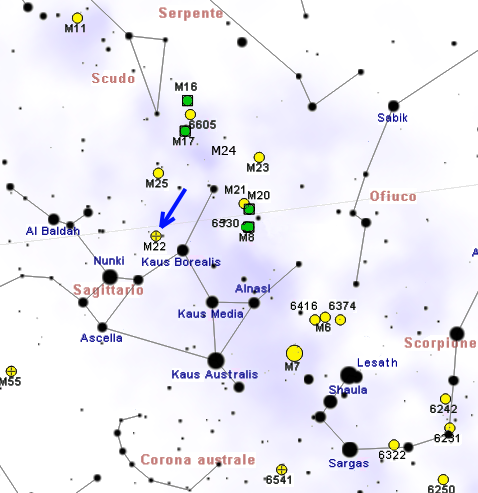
Mappa per individuare M22.

M22 si trova in una regione moderatamente ricca di stelle appariscenti, grazie alla vicinanza dell'asterismo noto come la teiera; la sua posizione è circa 3° a nord-est della stella λ Sagittarii. Se la notte è particolarmente limpida si può distinguere persino ad occhio nudo, mostrandosi come una stellina molto piccola e meglio visibile con la visione distolta; un semplice binocolo 10x50 è in grado di mostrare per intero la sua forma, che appare circolare e molto opaca, come una macchia via via più brillante verso le regioni centrali. Per poter risolvere le componenti più luminose occorre però un telescopio da almeno 120-150mm di apertura; strumenti di potenza maggiore sono in grado di risolverlo quasi completamente in una miriade di stelline, su un fondo che permane di aspetto nebuloso. Gli osservatori esperti possono provare ad osservare la famosa nebulosa planetaria presente al suo interno: può essere osservata con un telescopio da 300mm munito di un filtro UHC.
M22 può essere osservato con discreta facilità da gran parte delle aree popolate della Terra, grazie al fatto che è situato a una declinazione non eccessivamente australe: in alcune aree del Nord Europa e del Canada, nei pressi del circolo polare artico, la sua visibilità è comunque impossibile, mentre nell'Europa centrale appare molto basso; dall'emisfero sud M22 è ben visibile alto nelle notti dell'inverno australe. Il periodo migliore per la sua osservazione nel cielo serale è quello compreso fra giugno e ottobre.

## Storia delle osservazioni
La prima descrizione dell'oggetto appartiene a Charles Messier: egli la descrive come una macchia nebulosa tondeggiante e senza stelle, ricordando però che non è stata una sua scoperta, ma era un oggetto già noto da tempo; il vero scopritore fu Abraham Ihle, verso la seconda metà del Seicento: M22 sarebbe così di fatto il primo ammasso globulare conosciuto e riconosciuto come di aspetto diverso da quello di una stella. Il primo a risolvere l'ammasso fu William Herschel, mentre il figlio John ne fornisce una descrizione molto accurata, indicando che le stelle più luminose sono di undicesima grandezza e che alcune sono di colore marcatamente rosso.

## Caratteristiche

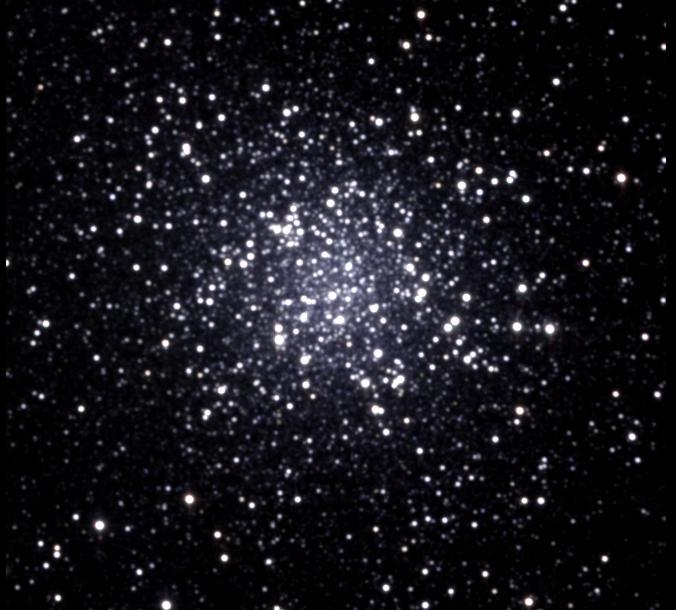
M22 come appare in un potente telescopio.

Questo ammasso globulare è uno dei più vicini alla Terra: si trova a soli 10.400 anni luce e per questo arriva a coprire una regione di area pari a quella della Luna; a questa distanza il suo diametro reale corrisponde a circa 97 anni luce. Contiene circa 100.000 stelle, ma solo una trentina di stelle variabili, la metà delle quali già note all'inizio del Novecento; gran parte di queste sono del tipo RR Lyrae, di cui una con un periodo di 199,5 giorni, sebbene non sia più considerata un membro reale dell'ammasso.
La magnitudine media delle 25 stelle più luminose di M22 è pari a 12,9, dunque maggiormente luminoso delle componenti di M13, dove questo valore è di 13,7. M22 si allontana da noi alla velocità di 144 km/s.
M22 è anche uno dei rari ammassi globulari, assieme a M15, a ospitare una nebulosa planetaria, che porta il nome di IRAS 18333-2357 ed è stata scoperta dal satellite IRAS. Diversamente da M15, l'ammasso non possiede una concentrazione centrale di stelle marcata. La nebulosa planetaria, riconosciuta come tale solo nel 1989, possiede una stella blu centrale; l'età della nebulosa (chiamata anche GJJC1) è di circa 6000 anni.

### Libri
- (EN) Stephen James O'Meara, Deep Sky Companions: The Messier Objects, Cambridge University Press, 1998, ISBN 0-521-55332-6.

### Carte celesti
- Toshimi Taki, Taki's 8.5 Magnitude Star Atlas, su geocities.jp, 2005. URL consultato il 7 novembre 2010 (archiviato dall'url originale il 5 novembre 2018). - Atlante celeste liberamente scaricabile in formato PDF.
- Tirion, Rappaport, Lovi, Uranometria 2000.0 - Volume II - The Southern Hemisphere to +6°, Richmond, Virginia, USA, Willmann-Bell, inc., 1987, ISBN 0-943396-15-8.
- Tirion, Sinnott, Sky Atlas 2000.0 - Second Edition, Cambridge, USA, Cambridge University Press, 1998, ISBN 0-933346-90-5.
- Tirion, The Cambridge Star Atlas 2000.0, 3ª ed., Cambridge, USA, Cambridge University Press, 2001, ISBN 0-521-80084-6.